# Orbán Sándor (humorista)
Orbán Sándor (Budapest, 1961. március 19. –) magyar humorista.

## Pályafutása
Az előadói pályafutását dobosként kezdte a gimnáziumi évek alatt. Érettségi után punk és metál zenekarokban dobolt. Az 1980-as évek elején gitározni kezdett, de megrekedt a gyerekdalok szintjén. 1979-1983 között a Budapesti Tanítóképző Főiskola, 1985-1987 között az ELTE AITKF magyar nyelv- és irodalom szakos hallgatója volt.
1986-87-ben egy véletlen folytán Éles István humorista sofőrje lett. Ennek kapcsán került kapcsolatba a színpadi humorral. Egy ideig a vezetés mellett az Éles István és Horváth Szilveszter alkotta Duma duó kiegészítő előadója lett, később 1987-ben Wéber Tamással megalapították a Showder duót, amellyel 1990-ben közönségdíjasak lettek a Magyar Rádió Humorfesztiválján. Megjelent egy kazettájuk is. A Showder duó alapítója és tagja volt az Aladdin és a Skodalámpa zenekarnak, amiből Orbán és Wéber pár hónap múlva kiszálltak. 1991-92-ben a Showder duó feloszlott. Orbán először Nagy Lászlóval Szellemirtók néven járta az országot, majd a duó szétbomlása után Aradi Tiborral dolgozott együtt.

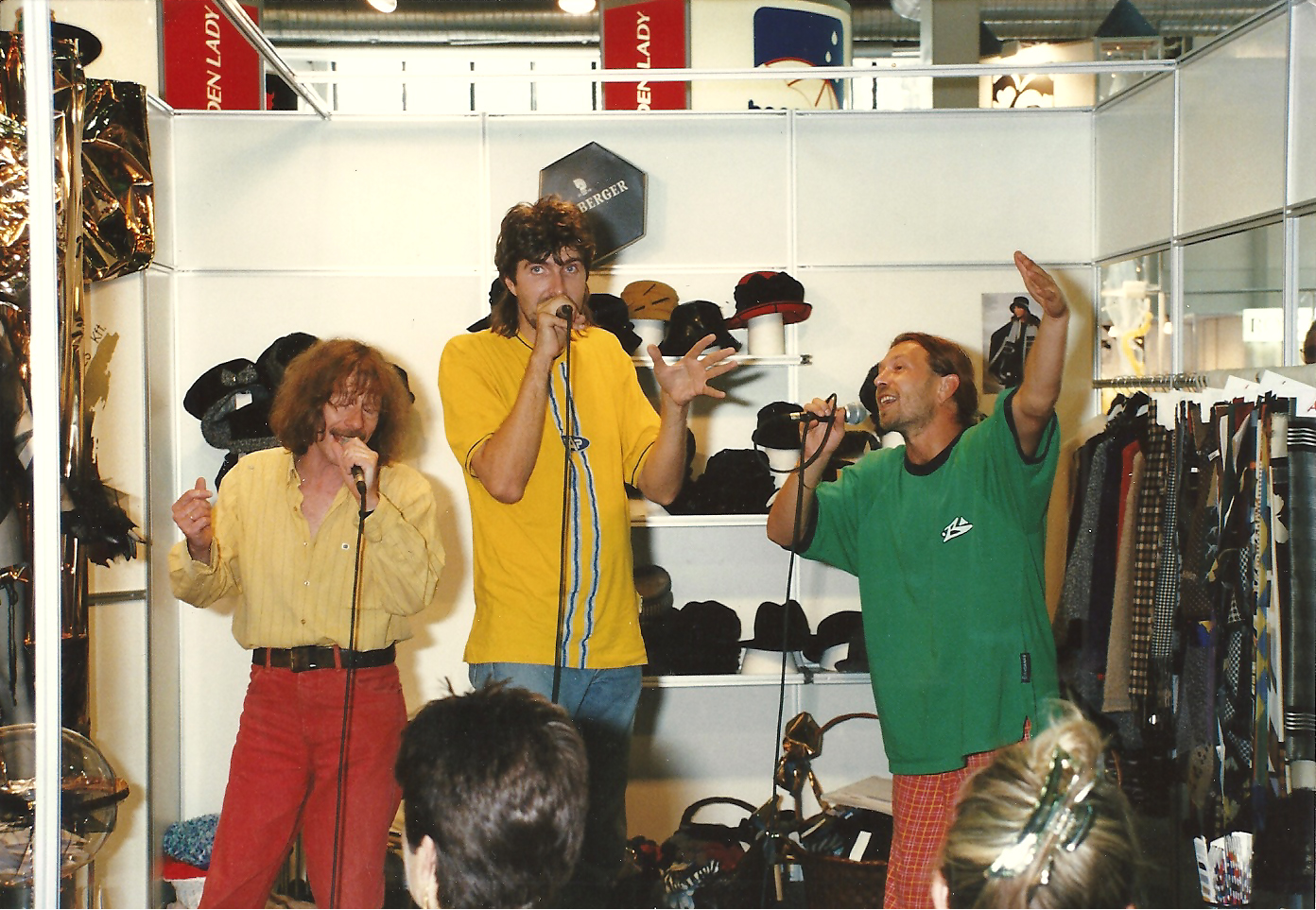
A MyCream együttesben Walla Ervinnel és Wéber Tamással

1994-ben Orbán-Wéber-Walla megalapították a MyCream popparódia-zenekart. Ebben az évben megnősült, felesége Csabai Ágnes. A trió eredeti felállásban 1996 októberéig dolgozott együtt, amikor Orbán Sándor kiválása után Aradi Tibor lépett a zenekarba.
Orbán Sándor azután egyedül folytatta az előadói pályát. Ez idő alatt újságírója lett a Next magazinnak, főszerkesztője a Smash fiatalmód magazinnak. A gyöngyösi Szaturnusz rádió egyik leghallgatottabb műsorának a szerkesztője, műsorvezetője.
2010-2011-ben elvégzett egy  természetgyógyász iskolát, fülakupunktúrás addiktológia főszakkal. 2012-ben belépett a Parola nevű folk-rock zenekarba dobolni.
2014-ben újraindult a közéleti-zenés kabarét játszó Showder duó, még ebben az évben több TV-s és rádiókabarés felvételen vettek részt. 2016 májusában bemutatták első gyerek-színdarabját, aminek a zenéjét és szövegét is maga jegyzi.